# سنجه گردان دارسنوال

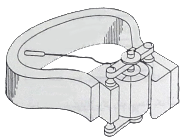
سنجه گردان دارسنوال

امروزه از سنجهٔ گردان دارسنوال استفادهٔ فراوانی می‌شود.

## طرز کار
جریان از مداری که اندازه‌گیری روی آن انجام می‌شود به سیم‌پیچ های سیم‌پیچ گردان راه می یابد. جریان گذرنده از سیم پیچ سبب می‌شود که سیم پیچ با قطب های شمال و جنوبش مانند یک آهن‌ربا عمل کند. قطب های آهنربای الکتریکی و آهنربای دائمی اثر متقابل روی هم دارند و موجب چرخش سیم پیچ می شوند. هرگاه جریان در جهت مناسب از سیم پیچ بگذرد عقربه منحرف می‌شود و مقدار را نشان می دهد.(اگر در جهت مخالف باشد، عقربه در ابتدای صفحه مدرج می رود چراکه مقدار منفی است.) به همین علت همهٔ سنجه های گردان dc دارای علائم پلاریته یا قطبیت هستند.